# Taos (Missouri)
Taos is een plaats (city) in de Amerikaanse staat Missouri, en valt bestuurlijk gezien onder Cole County.

## Demografie
Bij de volkstelling in 2000 werd het aantal inwoners vastgesteld op 870.
In 2006 is het aantal inwoners door het United States Census Bureau geschat op 858, een daling van 12 (-1,4%).

## Geografie
Volgens het United States Census Bureau beslaat de plaats een oppervlakte van
6,1 km², waarvan 5,8 km² land en 0,3 km² water.

## Plaatsen in de nabije omgeving
De onderstaande figuur toont nabijgelegen plaatsen in een straal van 20 km rond Taos.

## Link met Vlaanderen
In 1847 vertrokken enkele Vlamingen uit de streek van Eeklo onder de leiding van Pierre Dirckx naar Wisconsin. Met aanbevelingsbrieven van Buitenlandse Zaken worden zij naar Jefferson City in Missouri gestuurd. Ze eindigden in Harrville (nu Taos) waar reeds Duitsers gevestigd waren en onder wie missionaris d'Huddeghem uit Gent werkzaam was.
In juni 1847 bestudeert het ministerie van Binnenlandse Zaken een ontwerp om Vlaamse behoeftigen naar Amerika over te plaatsen: 500 tot 1000 families gingen naar de streek van Taos in Missouri waar reeds de katholieke nederzetting van Eeklo gevestigd was.